# Madelaine avant l’aube
Madelaine avant l’aube est un roman de Sandrine Collette paru en août 2024 aux éditions Jean-Claude Lattès.

## Résumé
C’est un endroit à l’abri du temps. Ce minuscule hameau, qu’on appelle Les Montées, est un pays à lui seul pour les jumelles Ambre et Aelis, et la vieille Rose.
Ici, l’existence n’a jamais été douce. Les familles travaillent une terre avare qui appartient à d’autres, endurent en serrant les dents l’injustice. Mais c’est ainsi depuis toujours.
Jusqu’au jour où surgit Madelaine. Une fillette affamée et sauvage, sortie des forêts. Adoptée par Les Montées, Madelaine les ravit, passionnée, courageuse, si vivante. Pourtant, il reste dans ses yeux cette petite flamme pas tout à fait droite. Une petite flamme qui fera un jour brûler le monde.

## Distinctions
- Prix Goncourt des lycéens 2024
- Prix Goncourt des détenus 2024
- Choix Goncourt de la Suisse 2024
- Choix Goncourt de l'Autriche 2025
- Choix Goncourt de la Slovaquie 2025
- Choix Goncourt de l'Italie 2025
- Choix Goncourt de la Turquie 2025
- Choix Goncourt des États-Unis 2025
- Meilleur roman de l'année de Lire Magazine Littéraire
- Palmarès des 30 livres de l'année du Point